# Sinantropna vrsta
Sinantropne vrste so rastlinske in živalske vrste, ki so povezane s človekovim bivališčem ter njegovo dejavnostjo, niso pa udomačene. Živalski organizmi v človekovi okolici najdejo primerno bivališče in veliko hrane. Rastlinski organizmi pa se razvijajo v prsti, ki mora biti obogatena z dušikovimi spojinami. Sinantropne vrste pogosto povzročajo škodo v gospodarstvu, lahko pa prenašajo tudi nalezljive bolezni.
Sinantropna žival je žival, ki je človek ni gojil ali udomačeval, temveč je povezana z njegovim bivališčem ali dejavnostjo. Prehranjuje se s človekovimi zalogami hrane (molji), ali z izdelki, ki jih človek shranjuje, kot so tekstil, pohištvo, papir in usnje. Razmnožuje se neodvisno od letnega časa. Sinantropna žival se naseljuje največkrat v bližini naselij, gospodarskih poslopjih, kmetijah, hlevih, na podstrešju, kleteh in kaščah, kjer si ustvari svoje bivališče in lahko povzroča škodo.
Med sinantropne živali štejemo ptice (lastovke, štorklje), žuželke (bolhe, zajedavske uši, molji, zajedavske stenice), majhne sesalce (podgane, miši), pajkovce (hišni pajek) idr. Nekatere od teh živali so v bivališčih nezaželene tudi zaradi tega, ker lahko prenašajo nalezljive bolezni.